# Arani (provincie)
Arani is een provincie in het centrum van het departement Cochabamba in Bolivia. De provincie heeft een oppervlakte van 506 km² en heeft 18.444 inwoners (2012). De hoofdstad is Arani.
Arani is verdeeld in twee gemeenten:

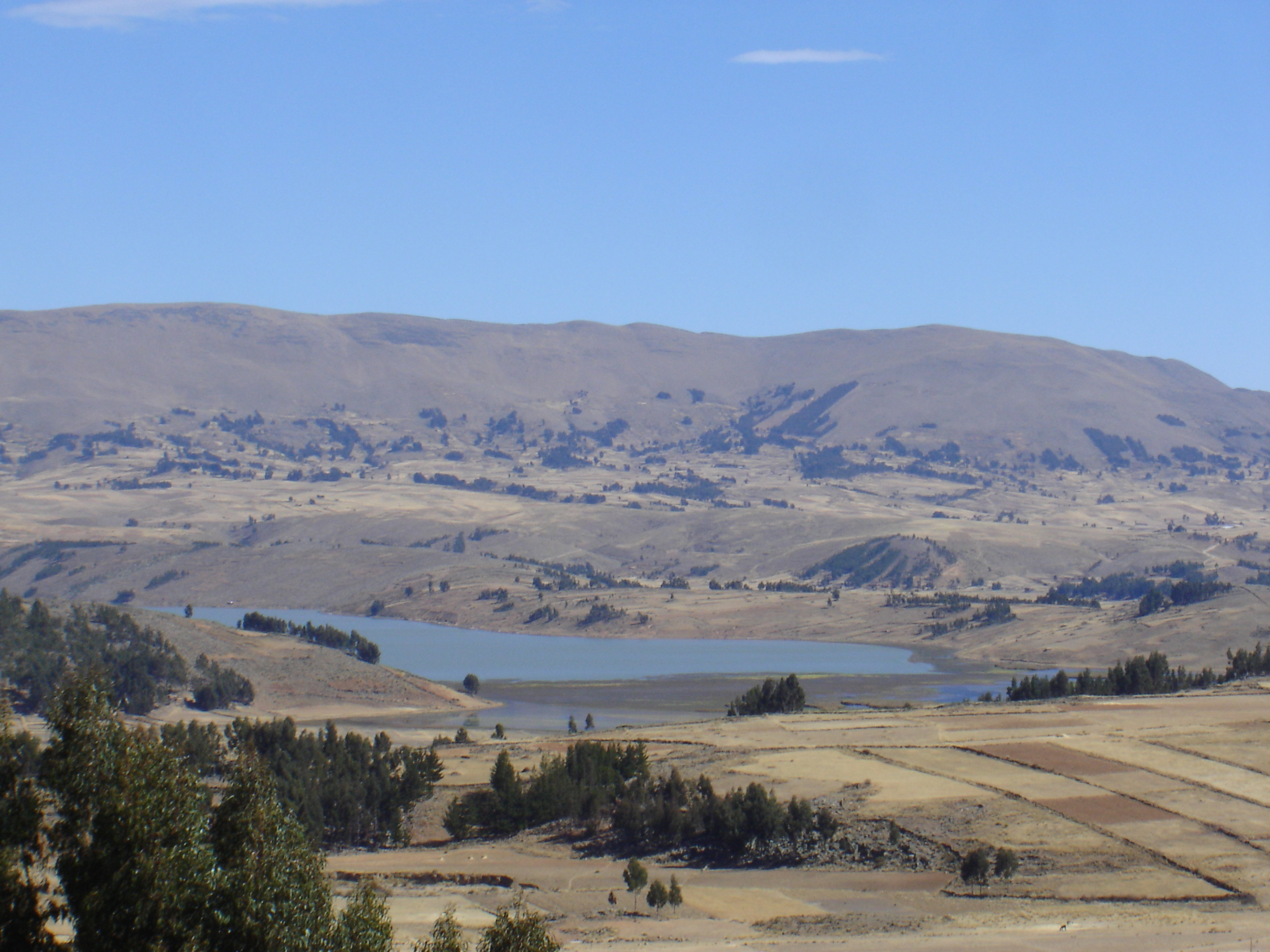
het meer Asiruqucha in de gemeente Vacas

| Gemeente | Inwoners (2001) | Hoofdstad | Inwoners (2001) |
| -------- | --------------- | --------- | --------------- |
| Arani    | 11.542          | Arani     | 3.641           |
| Vacas    | 12.511          | Vacas     | 650             |

Arani · 
Arque · 
Ayopaya · 
Bolívar · 
Capinota · 
Carrasco · 
Cercado · 
Chapare · 
Esteban Arce · 
Germán Jordán · 
Mizque · 
Narciso Campero · 
Punata · 
Quillacollo · 
Tapacarí · 
Tiraque